# Tadeusz Karolak (duchowny)
Tadeusz Karolak (ur. 5 września 1933, zm. 8 października 2020) – polski duchowny rzymskokatolicki, ksiądz prałat, Honorowy Obywatel Ząbek.

## Życiorys

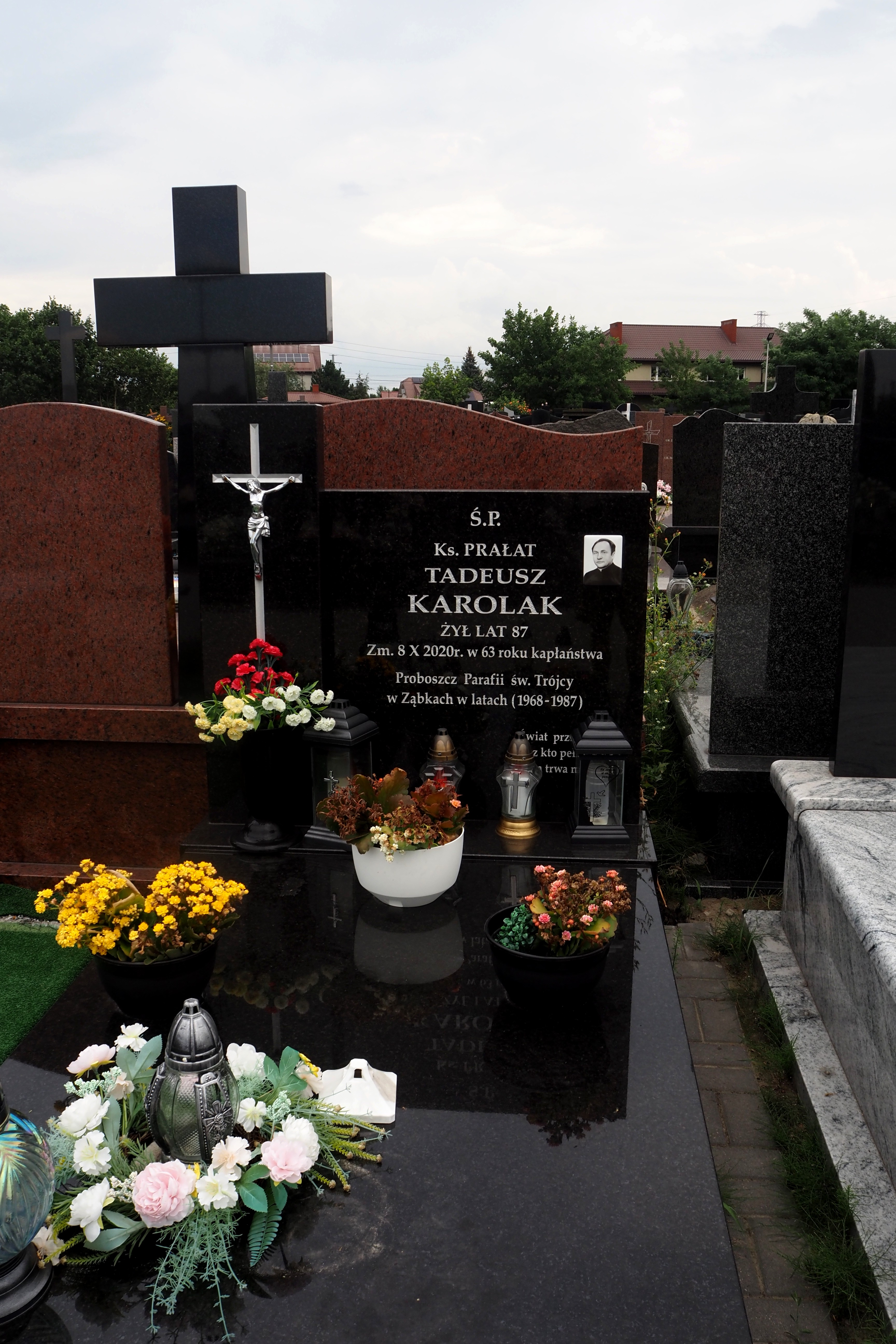
Grób ks. Tadeusza Karolaka na cmentarzu parafialnym parafii Świętej Trójcy w Ząbkach

Święcenia kapłańskie przyjął 3 sierpnia 1958 z rąk kardynała Stefana Wyszyńskiego. Był wikariuszem parafii Matki Bożej Częstochowskiej w Józefowie koło Otwocka, gdzie w ramach PRL-owskich represji wobec Kościoła został aresztowany pod zarzutem" drukowania bez cenzury, działalności dywersyjnej i przynależności do nielegalnej organizacji. Jako wikariusz pracował również w parafiach: św. Wawrzyńca w Sochaczewie oraz św. Jakuba w Warszawie. W latach 1968–1987 pełnił funkcję proboszcza parafii Świętej Trójcy w Ząbkach. W tym czasie posługę wikariusza w parafii pełnił między innymi ks. Jerzy Popiełuszko (1972–1975). W czasie kiedy ks. Karolak był proboszczem w Ząbkach zorganizował także parafialny synod co było wówczas działaniem zupełnie innowacyjnym. Przez 18 lat pełnił funkcję dziekana dekanatu rembertowskiego. Następnie pełnił funkcję proboszcza-administratora parafii Wszystkich Świętych przy Placu Grzybowskim w Warszawie oraz proboszcza parafii Narodzenia Najświętszej Maryi Panny w Warszawie, jednocześnie przez jedną kadencję będąc dziekanem dekanatu muranowskiego. Był założycielem i w latach 1979–1992 pierwszym moderatorem Kościelnej Służby Porządkowej Totus Tuus w archidiecezji warszawskiej oraz inicjatorem Pieszej Warszawskiej Pielgrzymki Rodzin Totus Tuus. W latach 2002–2010 pracował jako misjonarz na Białorusi.
Uchwałą nr 173/173/XXXVII/94 Rady Miejskiej w Ząbkach z dnia 28 kwietnia 1994 nadano ks. Tadeuszowi Karolakowi – Tytuł Honorowego Obywatela Miasta Ząbki.
Jako emeryt mieszkał na terenie parafii Świętej Trójcy w Ząbkach. Ostatnie miesiące życia spędził w Domu Księży Emerytów w Kiełpinie. Zmarł 8 października 2020. Został pochowany na Cmentarzu parafialnym parafii Świętej Trójcy w Ząbkach.